# Eduardo Risso

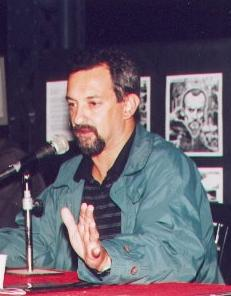
Eduardo Risso (2001)

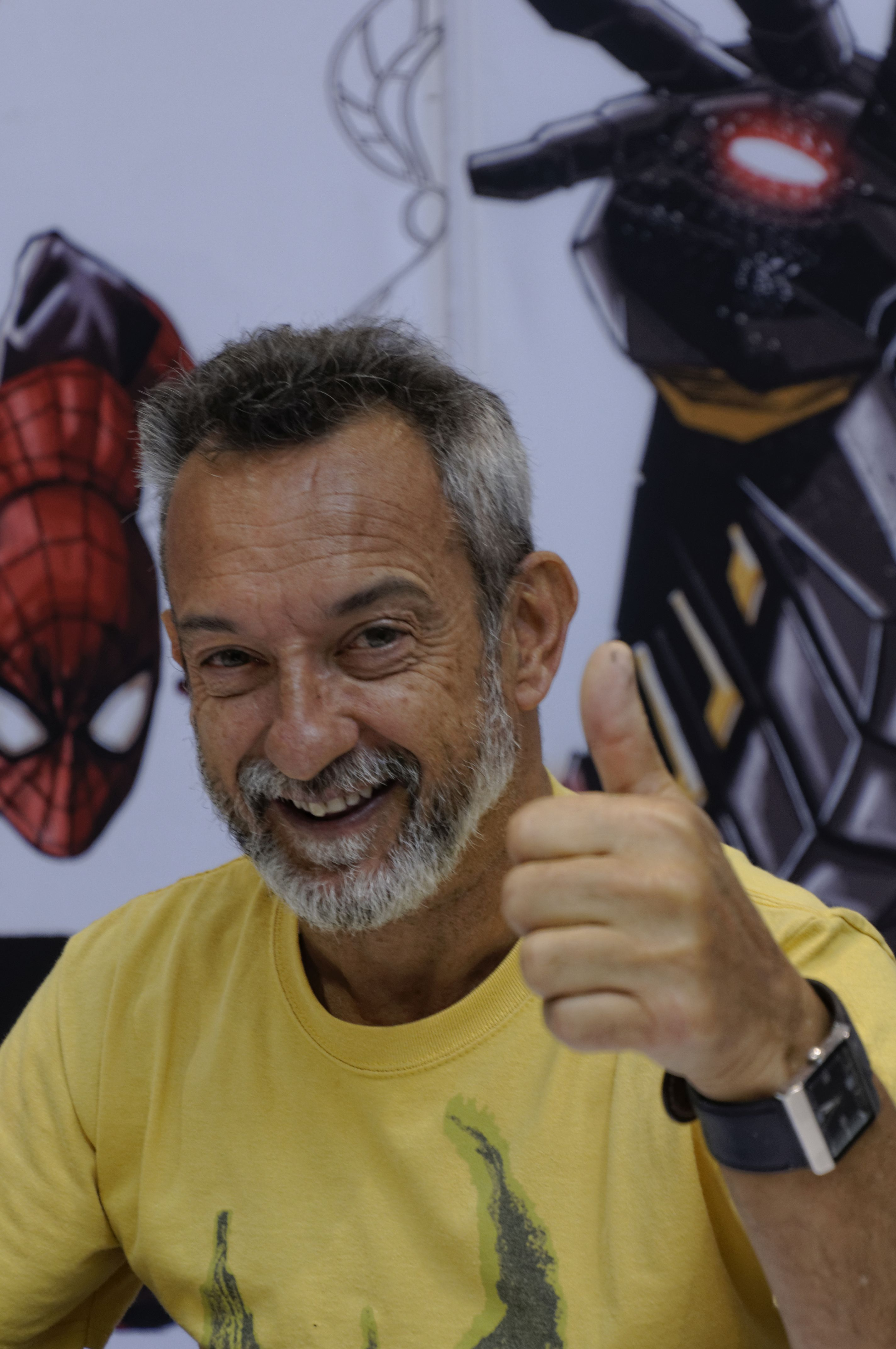
Eduardo Risso auf der Comic Con Germany Stuttgart 2019

Eduardo Risso (* 23. November 1959 in Leones) ist ein argentinischer Comiczeichner, der vor allem mit der mehrfach ausgezeichneten Serie 100 Bullets, aber auch mit seinen Batman-Arbeiten internationale Beachtung fand.

## Leben

### Erste Werke
Eduardo Risso begann seine Karriere mit 22 Jahren als Illustrator für die argentinische Tageszeitung „La Nación“ und diverse satirische und erotische Magazine. Aus dieser Zeit stammen seine ersten kurzen Werke El Angel und Julio Cesar. Mit dem Autor Ricardo Barreiro entstand 1987 seine erste Comicgeschichte Parque Chas. Sie wurde in der argentinischen Comic-Anthologie „Fierro“ veröffentlicht und später in mehreren europäischen Magazinen („Totem“ in Spanien, „Comic Art“ in Italien) nachgedruckt. In Frankreich erschien der Comic 1992 bei Glénat und wurde ein Jahr später auch in Deutschland mit dem Titel Parque Chas Verloren in Buenos Aires von Editions Glénat veröffentlicht.

### Arbeit in Europa
Ab dem Ende der 1980er Jahre entstehen mit Ricardo Barreiro Cain und mit dem Argentinier Carlos Trillo Borderline und Los Misterios de la Luna Roja. Borderline ist eine Story in bester Crime-Noir-Tradition, vergleichbar mit Sin City. Er begann die Arbeiten an Fulù, das zuerst in dem Magazin Pueritas in Argentinien erschien und 1989 in französischer Sprache in fünf Bänden bei Glénat veröffentlicht wurde. Die Geschichte um die wunderschöne Fulù, die vom schwarzen Kontinent weggestohlen wurde und nun als Sklavin wieder versucht, ihre Freiheit zurückzuerlangen, ist in der Blütezeit des Sklavenhandels und der Kolonialmächte angesiedelt. Fulù ist ein internationaler Erfolg und wird in Europa in viele Sprachen übersetzt.

### Arbeit in den USA
1997 entstehen auch seine ersten Arbeiten für amerikanische Verlage. Für Dark Horse Comics liefert er die Film-Adaption des vierten Alien-Filmes, den Zweiteiler: Aliens: Resurection (Alien – Die Wiedergeburt) und 1998 Alien: Wraith. 1998 kommt es zur ersten Zusammenarbeit mit Brian Azzarello: Jonny Double, einer vierteiligen Mini-Serie bei DC Comics. Es ist der Beginn einer bis heute andauernden fruchtbaren und erfolgreichen Zusammenarbeit. 1999 beginnt er mit Azzarello die Arbeiten an 100 Bullets für das DC-Imprint Vertigo. Dieser außergewöhnliche Langläufer hat es mittlerweile auf über 60 Ausgaben gebracht.
Im Jahr 2001 entsteht seine einzige Arbeit für Marvel, eine Ausgabe von Tangled Web: The Thousand #4 – Autor ist Greg Rucka.
Risso geht exklusiv zu DC und hier entstehen unzählige Arbeiten, u. a. für Flinch, Heart Throbs, Weird Western Tales, Transmetropolitan, Winter’s Edge, Flash, JSA: All Stars und diverse Pin-Ups für Adventures of Superman, Green Lantern: Secret Files und Wonder Woman.
Im Oktober 2000 kommt es zu seiner ersten Arbeit an Batman – zusammen mit Azzarello schafft er einen Eight-Pager in Schwarz-Weiß für Batman: Gotham Knights #8 (in Deutsch erschienen bei Panini Comics in „Batman: Schwarz und Weiß“ #1).
Nach dem großen Erfolg des Batman-Runs Hush (dt. bei Panini, DC/Deutschland) von Jeph Loeb/Jim Lee vertraut DC die monatliche Serie Batman im Dezember 2003 mit der Ausgabe Batman #620 für sechs Hefte dem Duo Azzarello/Risso an. Ein gewagtes Unterfangen, da Azzarello nicht unbedingt für seine Vorliebe für Superhelden in Kostümen bekannt ist. Heraus kommt Broken City, eine Geschichte, die Batman ganz anders charakterisiert und die Risso düster in Szene setzt. Die deutsche Veröffentlichung bei Panini im Batman Sonderband #1 ist sofort verlagsvergriffen.

## Auszeichnungen
- 2001 Eisner Award in der Kategorie Beste als Serie konzipierte Story für 100 Bullets #15–18: "Hang Up on the Hang Low" (DC/Vertigo) zusammen mit Brian Azzarello
- 2002 Eisner Award in der Kategorie Beste Fortsetzungsgeschichte für 100 Bullets zusammen mit Brian Azzarello
- 2002 Eisner Award in der Kategorie Bester Inker für 100 Bullets
- 2002 The Yellow Kid-Award
- 2002 Harvey Award als Bester Künstler
- 2003 Harvey Award als Bester Künstler
- 2004 Eisner Award in der Kategorie Beste Fortsetzungsgeschichte für 100 Bullets zusammen mit Brian Azzarello
- 2008 Harvey Award für Beste amerikanische Veröffentlichung von ausländischem Material für Tales of Terror (Dynamite Entertainment)

## Werke (Auswahl)
- 1987 mit Ricardo Barreiro Parque Chas (dt. 1993 Verloren in Buenos Aires, Editions Glénat)
- 1988 mit Ricardo Barreiro Cain (dt. 2002 Kain, Schwarzer Klecks)
- 1988 mit Carlos Trillo Borderline
- 1989 mit Carlos Trillo Fulù (dt. 1991–1994 Fulù (5 Bände), Splitter)
- 1994 mit Carlos Trillo Simon, une Aventure Américaine
- 1997 mit Carlos Trillo Chicanos
- 1997 Aliens: Resurection
- 1998 mit Carlos Trillo Los Misterios de la Luna Roja (dt. 2005 Roter Mond, Kult Editionen)
- 1998 Alien: Wraith
- 1998 mit Brian Azzarello Jonny Double
- 1999 Video Noire (dt. Die schwarzen Videos, Schwarzer Klecks)
- ab 1999 mit Brian Azzarello 100 Bullets (dt. ab 2001 100 Bullets, SPEED Comics)
- 1999 mit Carlos Trillo Je suis un Vampire (dt. bei Cross Cult)
- 1999 mit Carlos Trillo Lectures Macabres
- 2003 mit Brian Azzarello Broken City
- 2016 mit Paul Dini Dark Night: A True Batman Story (dt. 2016 Dark Night – Eine wahre Batman-Geschichte, Panini Comics)
- 2016 mit Frank Miller The Dark Knight III: The Master Race (dt. 2016 Batman – Dark Knight III – Die Übermenschen , Panini Comics)